# Melozone biarcuata
Melozone biarcuata là một loài chim trong họ Emberizidae.